# 下克上
下剋上/下克上（げこくじょう）とは、日本史において下位の者が上位の者を政治的・軍事的に打倒して身分秩序（上下関係）を侵し、権力を奪取する行為をさす。

## 概要
元々は6世紀頃の中国・隋代の書物『五行大義』などに見られた言葉。日本では、用語としては鎌倉時代から南北朝時代より見られ、鎌倉時代後期から出現した自らの既得権益を守るために権力と戦う悪党や、南北朝時代の社会的風潮であった「ばさら」も下克上の一種とされた。足利尊氏は1336年に制定した幕府の施政方針を示した政綱である「建武式目」にて「ばさら」を禁止している。
こうした傾向は室町時代に顕著となり、「下剋上する成出者」と二条河原の落書に詠われ、戦国時代の社会的風潮を象徴する言葉ともされる。公家は武家に、将軍は管領に、守護は守護代にと下位の者に実権を奪われ、こうした状況を下剋上と理解するのが、当時のほぼ一般的な観念だった。中世の武家社会において、主君は家臣にとって必ずしも絶対的な存在ではなく、主君と家臣団は相互に依存・協力しあう運命共同体であった。そのため、家臣団の意向を無視する主君は、しばしば家臣団の衆議によって廃立され、時には家臣団の有力者が衆議に基づいて新たな主君となることもあった。
一族衆が宗家の地位を奪って戦国大名化する例は枚挙にいとまがないほどであり、例えば、島津忠良・南部晴政・里見義堯らの事例がある。またその他、河内守護家畠山氏や管領家細川氏では守護代による主君廃立がたびたび行われた。陶晴賢による大内義隆の追放・討滅といった例もある。
中央政界においても、赤松氏による将軍足利義教の殺害（嘉吉の乱）、細川政元による将軍足利義材の廃立（明応の政変）、三好長逸らによる将軍足利義輝の殺害（永禄の変）といった例があり、将軍位すら危機にさらされていたのである。
しかしながら、こうした家臣が主君を倒した例は、下剋上の名の通り実際に下位者が上位者を打倒し、地位を奪う例とは限らない。主君を廃立した後に家臣が主君にとって代わる訳ではなく、主君の一族を新たな主君として擁立する例が多くみられる。上述の赤松・細川・三好氏による下剋上の後も、実際には足利氏の者が将軍に擁立されている。大内義隆を討滅した陶晴賢が、自らが大内氏に取って代わるのではなく、大内義長を主君として迎えたのは、その典型である。家臣が主君にとって代わった場合も、その家臣はほとんどが主君の一族である。
そのため、下剋上を文字通りの意味ではないとして、鎌倉時代から武家社会に見られた主君押込め慣行として理解する見解もある。例えば、武田晴信による父武田信虎の追放も、実際には家臣団による後押しがあってのものであり、主君押込めの一例とされている。必ずしも主君を討滅する必要はなく、目的が達成できれば主君を早期に隠居させ、嫡男が主君になるのを早めるだけでもよかったのである。
このように、戦国時代の流動的な権力状況の中心原理を、下剋上ではなく、主君押込めによって捉え直す考えが次第に主流となっている。戦国大名による領国支配は決して専制的なものではなく、家臣団の衆議・意向を汲み取っていた。その観点からすると、戦国時代の大名領国制は戦国大名と家臣団の協同連帯によって成立したと見ることもできる。家臣団の衆議・意向を無視あるいは軽視した主君は、廃位の憂き目に遭った。そして一方で、主君と家臣の家の上下関係は絶対であって、個人としての主君は廃位されても、一族においての主君の地位は維持された。
もっとも、室町時代の守護大名のうち、戦国時代を経て安土桃山時代に近世大名として存続しえたのは、上杉家、結城家、京極家、和泉細川家、小笠原家、島津家、佐竹家、宗家の8家に過ぎない。守護以外の者が守護に取って代わって支配者となる現象は、戦国時代において頻発していたのも事実である。
従って、確実に下剋上と言える事例も多々存在する。例えば斎藤道三の美濃の国盗りは、典型的な下剋上の例である。しかしこの下克上は、旧・守護土岐氏の家臣たちの反感を招き、後に嫡男・義龍と敵対した際に、ほとんどの家臣が義龍の側につくという結果を招いた。
戦国時代の下剋上の最大の成功例は、織田信長によるものである。信長は主君の下尾張守護代・織田信友を討滅し、続いて自ら擁立した尾張守護・斯波義銀を追放し、さらには将軍・足利義昭も追放して、事実上その地位を奪っている。だが、信長自身も最後は下剋上で討たれ、そうした信長の姿勢は皮肉にも家臣の豊臣秀吉に継承された。
ただし下剋上があまねく日本列島全域に存在していた訳ではなく、東北地方は「下剋上のない社会」と言われるように地域偏差が存在した。実際に文禄・慶長の役のため肥前国名護屋城に駐留した陸奥国の戦国大名、南部信直は上方の武士から下剋上についてレクチャーを受けている。
しかし、この風潮は徳川家康の下克上によって終止符を打たれた。
こうして家康以降は、下剋上の風潮は廃れたが、主君押込めの風潮はその後も残った。幕末に至るまでしばしば主君押込めが見られた。名君として知られる上杉鷹山も、その改革の成功は、改革に反対する家老たちによる主君押込めの試みを乗り切ったうえではじめて成ったものであった。
なお、真に下剋上と言われる場合においても、倒すのは直接の上位者であり、さらなる上位者の権威は否定せず、むしろその権威を借りる場合が多い。織田信長は最終的には追放に至るものの途中までは斯波義銀や足利義昭の権威を借りており、朝廷の権威は終生に至って借りている。安芸守護を討滅した毛利元就も、室町幕府と朝廷には忠実であった。極悪人とされる宇喜多直家も、勤王家としての側面を持っていた。伊勢氏出身の幕府官僚であった北条早雲による伊豆国侵入（堀越公方家の討滅）も、幕府の足利義澄の将軍擁立と連動したともいわれる。後を継いだ後北条氏も、名目上は常に関東公方（古河公方）を擁し、幕府からの正式な補任はなされないまま、山内上杉氏に対抗して関東管領を自認していた。
また、近年の批判として実際には主君の方が家臣の生殺与奪の権利を掌握し、中世日本を通じても下剋上とは反対の現象――上位の者が下位の者を討つ上剋下の方が多く、ほとんどの場合は上下の者が対立した場合には下位の者が下剋上を行う前に上位の者から勘気を蒙って殺害（すなわち上剋下）されており、上剋下を無視して下剋上だけを取り上げるのは現実の中世社会とは乖離しているとする指摘もある。浅井氏による江北の支配も、形式的には当初は京極氏を推戴する「主君押込め」であり、後に京極氏が追放されるのは、京極氏による支配権奪還の失敗、つまり京極氏が「上剋下」を行おうとした事への反撃であった。前述の後北条氏の下剋上も、上剋下への反撃としての主君押込めの事例も見られる。
なお、昭和時代の大日本帝国陸軍において、正規の指揮系統が軽んじられ、いわゆる青年将校や参謀などがしばしば越権的にクーデターを行使した風潮も下克上と呼ばれる。

## 下克上の一覧
| 下克上をした者                   | 下克上をされた者 | 事件             | 年     | 備考 |
| -------------------------------- | ---------------- | ---------------- | ------ | --- |
| 朝倉氏景                         | 斯波義孝         |                  | 1482年 | 父の孝景が「越前守護職」を確約に、応仁の乱で西軍であった斯波氏の主君を棄てて東軍に鞍替え。 朝倉の鞍替えにより応仁の乱は東軍が圧倒的優位となり、その権威を背景に、斯波義俊を名目上の主君として擁立した上で他の斯波家の有力家臣を越前国外に追い落とし、朝倉氏は越前を実効支配し領国化。          |
| 尼子経久                         | 京極政経         |                  | 1482年 | 尼子経久は京極氏の一門である。また、経久と政経の対立を否定し、政経の系統の断絶によって一門である経久が守護職を継承したとする説もある。 |
| 細川政元                         | 足利義材         | 明応の政変       | 1493年 | 足利義澄を擁立。 |
| 長尾為景                         | 上杉房能         |                  | 1508年 | |
| 今川氏親                         | 吉良義堯         |                  | 1517年 | 今川氏は長く駿河守護を務め、吉良氏は三河・遠江の一部を支配する小領主に過ぎないが、御一家吉良氏の分家である今川氏は吉良氏を本家として仰ぐ立場にあった。しかし、この年、今川氏親は敵対する遠江守護斯波義達に味方した吉良義堯から浜松荘と曳馬城を奪って遠江全域を制圧、吉良氏を屈服に追い込んだ。 |
| 浦上村宗                         | 赤松義村         |                  | 1517年 | |
| 毛利元就                         | 武田元繁         | 有田中井手の戦い | 1517年 | 安芸の国人の毛利元就が、安芸守護の武田元繁を打ち破った戦いだが、仕掛けたのは武田。 また当時の毛利・武田は大内氏に臣従する立場であり、大内氏に対する武田氏の下克上の失敗とも解釈できる。 |
| 神保慶宗                         | 畠山尚順         |                  | 1519年 | |
| 浅井亮政                         | 京極高清         |                  | 1523年 | 名目上は京極氏が近江守護であり続け、完全追放は京極高吉の代。 |
| 島津忠良                         | 島津宗家         |                  | 1526年 | |
| 木沢長政                         | 畠山義堯         | 天文の乱         | 1532年 | |
| 遊佐長教                         | 畠山稙長         |                  | 1534年 | |
| 斎藤道三                         | 土岐頼芸         |                  | 1541年 | 美濃追放後の頼芸は、晩年には美濃に帰参している。 |
| 三好長慶                         | 細川晴元         |                  | 1548年 | |
| 横瀬成繁                         | 岩松氏純         |                  | 1548年 | |
| 壬生綱房                         | 宇都宮広綱       |                  | 1549年 | |
| 陶晴賢                           | 大内義隆         | 大寧寺の変       | 1551年 | 大内義長を迎えて主君として推戴。 |
| 織田信長                         | 織田信友         |                  | 1554年 | |
| 織田信長                         | 斯波義銀         |                  | 1557年 | |
| 龍造寺隆信                       | 少弐冬尚         |                  | 1559年 | |
| 宇喜多直家                       | 浦上宗景         |                  | 1561年 | |
| 三好義継、 三好三人衆、 松永久通 | 足利義輝         | 永禄の変         | 1565年 | 義輝を殺害、足利義栄を擁立。 |
| 徳川家康                         | 今川氏真         |                  | 1569年 | 家康が武田信玄と事実上の共闘をした結果、今川家の最大統治領域の過半を奪取した。 |
| 織田信長                         | 足利義昭         |                  | 1573年 | 室町幕府の滅亡 |
| 長宗我部元親                     | 一条兼定         |                  | 1574年 | 一条兼定が家臣団による主君押込で追放された事件だが、事実上は長宗我部元親が土佐を統一。 一条兼定は翌1575年（天正3年）に四万十川の戦いで旧領回復を図るも敗北。 |
| 明智光秀                         | 織田信長         | 本能寺の変       | 1582年 | 織田信長・信忠父子を殺害、織田政權の滅亡 |
| 羽柴秀吉                         | 織田家           | 清洲会議         | 1582年 | 織田家当主であった織田信忠の横死に伴い、後継者を定める重臣会議であったが、 成人している信忠の弟である織田信雄・織田信孝を差し置いて幼い三法師を後継にするよう、秀吉が誘導した（ただし、信長・信忠存命中に決まっていたとする説もある）。 三法師を立てる建前ながら、秀吉が実権を掌握した。       |
| 鍋島直茂・勝茂                   | 龍造寺高房       | 鍋島騒動         | 1607年 | 鍋島父子に藩の実権を握られた高房が、憤慨の上自決。龍造寺一門は勝茂を藩主に推したため江戸幕府も承認。 |